# Phyllonorycter helianthemella
Phyllonorycter helianthemella är en fjärilsart som först beskrevs av Herrich-Schäffer 1861.  Phyllonorycter helianthemella ingår i släktet guldmalar, och familjen styltmalar.
Artens utbredningsområde är:
- Österrike.
- Cypern.
- Tjeckien.
- Slovakien.
- Frankrike.
- Tyskland.
- Grekland.
- Ungern.
- Italien.
- Spanien.
- Schweiz.
- Turkiet.
- Kroatien.
- Serbien.

Inga underarter finns listade i Catalogue of Life.